# Tournoi de tennis de Lorraine
Le tournoi de Lorraine est un tournoi de tennis masculin du circuit professionnel ATP.
Il a eu lieu entre 1979 et 1989 en alternance à Nancy les années impaires sur dur (sauf en 1987 sur moquette) et à Metz les années paires sur moquette en 1980, 1986 et 1988 et sur dur en 1982 et 1984.

## Palmarès messieurs

### Simple
| No | Date       | Nom et lieu du tournoi  | Catégorie | Dotation  | Surface         | Vainqueur       | Finaliste            | Score              |         |
| -- | ---------- | ----------------------- | --------- | --------- | --------------- | --------------- | -------------------- | ------------------ | ------- |
| 1  | 19-03-1979 | Open de Lorraine, Nancy |           | 50 000 $  | Dur (int.)      | Yannick Noah    | Jean-Louis Haillet   | 6-2, 5-7, 6-1, 7-5 |         |
| 2  | 17-03-1980 | Open de Lorraine, Metz  |           | 50 000 $  | Moquette (int.) | Gene Mayer      | Gianni Ocleppo       | 6-3, 6-3, 6-0      |         |
| 3  | 16-03-1981 | Open de Lorraine, Nancy |           | 50 000 $  | Dur (int.)      | Pavel Složil    | Ilie Năstase         | 6-2, 7-5           |         |
| 4  | 15-03-1982 | Open de Lorraine, Metz  |           | 75 000 $  | Dur (int.)      | Erick Iskersky  | Steve Denton         | 6-4, 6-3           |         |
| 5  | 07-03-1983 | Open de Lorraine, Nancy |           | 75 000 $  | Dur (int.)      | Nick Saviano    | Chip Hooper          | 6-4, 4-6, 6-3      |         |
| 6  | 12-03-1984 | Open de Lorraine, Metz  |           | 75 000 $  | Dur (int.)      | Ramesh Krishnan | Jan Gunnarsson       | 6-3, 6-3           |         |
| 7  | 18-03-1985 | Open de Lorraine, Nancy |           | 80 000 $  | Dur (int.)      | Tim Wilkison    | Slobodan Živojinović | 4-6, 7-6, 9-7      |         |
| 8  | 10-03-1986 | Open de Lorraine, Metz  |           | 85 000 $  | Moquette (int.) | Thierry Tulasne | Broderick Dyke       | 6-4, 6-3           | Tableau |
| 9  | 23-03-1987 | Open de Lorraine, Nancy |           | 89 400 $  | Moquette (int.) | Pat Cash        | Wally Masur          | 6-2, 6-3           |         |
| 10 | 22-02-1988 | Open de Lorraine, Metz  |           | 93 400 $  | Moquette (int.) | Jonas Svensson  | Michiel Schapers     | 6-2, 6-4           | Tableau |
| 11 | 27-02-1989 | Open de Lorraine, Nancy |           | 100 000 $ | Dur (int.)      | Guy Forget      | Michiel Schapers     | 6-3, 7-6           |         |

### Double
| No | Date       | Nom et lieu du tournoi  | Catégorie | Dotation  | Surface         | Vainqueurs                       | Finalistes                          | Score         |         |
| -- | ---------- | ----------------------- | --------- | --------- | --------------- | -------------------------------- | ----------------------------------- | ------------- | ------- |
| 1  | 19-03-1979 | Open de Lorraine, Nancy |           | 50 000 $  | Dur (int.)      | Klaus Eberhard Karl Meiler       | Robin Drysdale Andrew Jarrett       | 4-6, 7-6, 6-3 |         |
| 2  | 17-03-1980 | Open de Lorraine, Metz  |           | 50 000 $  | Moquette (int.) | Colin Dibley Gene Mayer          | Chris Delaney Kim Warwick           | 7-6, 7-5      |         |
| 3  | 16-03-1981 | Open de Lorraine, Nancy |           | 50 000 $  | Dur (int.)      | Ilie Năstase Adriano Panatta     | John Feaver Jiří Hřebec             | 6-4, 2-6, 6-4 |         |
| 4  | 15-03-1982 | Open de Lorraine, Metz  |           | 75 000 $  | Dur (int.)      | David Carter Paul Kronk          | Matt Doyle David Siegler            | 6-3, 7-6      |         |
| 5  | 07-03-1983 | Open de Lorraine, Nancy |           | 75 000 $  | Dur (int.)      | Jan Gunnarsson Anders Järryd     | Ricardo Acuña Belus Prajoux         | 7-5, 6-3      |         |
| 6  | 12-03-1984 | Open de Lorraine, Metz  |           | 75 000 $  | Dur (int.)      | Eddie Edwards Danie Visser       | Wayne Hampson Wally Masur           | 3-6, 6-4, 6-2 |         |
| 7  | 18-03-1985 | Open de Lorraine, Nancy |           | 80 000 $  | Dur (int.)      | Marcel Freeman Rodney Harmon     | Jaroslav Navrátil Jonas Svensson    | 6-4, 7-6      |         |
| 8  | 10-03-1986 | Open de Lorraine, Metz  |           | 85 000 $  | Moquette (int.) | Wojtek Fibak Guy Forget          | Francisco González Michiel Schapers | 2-6, 6-2, 6-4 | Tableau |
| 9  | 23-03-1987 | Open de Lorraine, Nancy |           | 89 400 $  | Moquette (int.) | Ramesh Krishnan Claudio Mezzadri | Grant Connell Larry Scott           | 6-4, 6-4      |         |
| 10 | 22-02-1988 | Open de Lorraine, Metz  |           | 93 400 $  | Moquette (int.) | Jaroslav Navrátil Tom Nijssen    | Rill Baxter Nduka Odizor            | 6-2, 6-7, 7-6 | Tableau |
| 11 | 27-02-1989 | Open de Lorraine, Nancy |           | 100 000 $ | Dur (int.)      | Udo Riglewski Tobias Svantesson  | João Cunha e Silva Eduardo Masso    | 6-4, 6-7, 7-6 |         |